# Пограбування (фільм, 1897)
«Пограбування» (англ. Robbery) — британська короткометражна чорно-біла кінокомедія режисера Роберта Вільяма Поля, 1897 року. Інша назва фільму — Перехожий, який змушений трошки роздягтися (англ. A wayfarer compelled to disrobe partially).

## Сюжет
Режисер Роберт Вільям Поль показує перехожого, який змушений передати свої цінності та деякі речі зі свого одягу озброєним грабіжникам.
За словами Михайла Брукса фільм тільки задуманий як комедія, насправді він змушує нас дивитися приниженню людини в лоб, зрештою, узгодити себе не жертвою, а зі злодієм. Фільм входить до збірки BFI DVD Р. В. Поля: Збірка Фільмів 1895—1908.